# محمد بن العباس التلمساني
أبو عبد الله محمد بن العبّاس بن محمد بن عيسى العُبّادي التّلمساني، من علماء القرن التّاسع الهجري، الخامس عشر ميلادي. ولد على الأرجح بين سنتي 788-790 هـ 1386-1388 م بتلمسان، عاصمة الدّولة الزِّيّانيّة آنذاك بحيّ العُبّاد العتيق بأعالي المدينة خارج أسوارها ولذلك عُرف بالعُبّادي.

## شيوخه
كانت مدينة تلمسان في العصر الوسيط تزخر بحركة علمية وافرة بصفتها عاصمة لدولة بني زيّان، وقد وفد إليها العلماء من كافة أرجاء المغرب الأوسط خاصّة وباقي البلاد المغاربية والأندلس عامة. وكان الصبيان ينشئون بها على حفظ القرآن ومبادئ العربية وبعض علوم الدين. فمن وُفّق إلى طلب العلم واصل في ذلك وإلّا انصرف إلى التجارة والفلاحة والحرف. وبها نشأ محمد بن الشيخ الصالح أبي الفضل العباس  وجد في طلب العلم حتى صار أهم علماء تلمسان بزمنه ومن أبرز من ذُكر من شيوخه:
- قاسم بن سعيد العقباني، أبو الفضل (توفي سنة 854 هـ 1450 م):[4] كان من أبرز علماء تلمسان بعصره. وهو كبير بيت العقباني وبقيتهم ووريث علمهم بتلمسان بزمنه، أخذ عن أبيه الإمام العالم أبي عثمان سعيد العقباني وجماعة من العلماء. قال عنه ابن العباس:«شيخنا مفتي الأمة علّامة المحقّقيين وصدر الأفاضل المُبرزين، آخر الأئمة».
- الحفيد بن مرزوق (توفي 842 هـ 1438 م):[5] حفيد ابن مرزوق الخطيب المشهور وكبير آل ابن مرزوق بتلمسان بعصره. كان من كبار علماء الغرب الإسلامي، أخذ عن أبي عثمان سعيد العقباني وجده الخطيب شمس الدين محمد بن مرزوق وابني أبي عبد الله الشريف التلمساني وجماعة من العلماء.
- أبو يحيى عبد الرحمن بن أبي عبد الله الشريف التلمساني (757 هـ 1356 م – 826 هـ 1423 م):[6] العالم المشهور الابن الأصغر للإمام الشريف التلمساني. قال عنه ابن العباس: «هو الإمام العلامة الأوحد، شريف العلماء وعالم الشرفاء آخر المفسرين من علماء الظاهر والباطن ابن العلماء الأئمة الكرام».

وقد جمع ابن العباس من شيوخه علم أهل تلمسان من آل العقباني وآل ابن مرزوق وآل أبي عبد الله الشريف التلمساني شيوخ شيوخه وعبد الرحمن أبي زيد وعيسى أبو موسى ابني الإمام البرشكي التنسي وهما شيخا الخطيب بن مرزوق. وهذا ما يبرر نيله الرئاسة العلمية بتلمسان.

## تلاميذه
- ابنه أبو عبد الله محمد بن محمد بن العباس المعروف بأبي عبد الله بن العباس (توفي بعد سنة 920 هـ 1514 م):[9]

من علماء تلمسان وكان ابن العباس يُكنّى به أحيانا فيقال له أبو محمد. لم يذكر من تلاميذه في التراجم ومن البداهة أخذ الابن العلم عن أبيه.
- أحمد بن زكري التلمساني (توفي سنة 900 هـ 1494 م):[11]

كان من تلاميذ ابن العباس البارزين والمقرّبين، وكانت علاقتهما قويّة تشبه إلى حد كبير علاقة الأب بابنه. وذكر ابن مريم في ترجمة أحمد بن زكري ما يدل على ذلك من الأخبار. منها كتابة ابن العباس إلى السلطان بطلب بيت لأحمد بن زكري في مدرسة العُبّاد بجميع مؤونته، وأنه جاء يوما حاملا الفحم من بني ورنيد إلى بيت ابن العباس بالعُبّاد على ظهره في مشقة كبيرة فلما رآه شيخه ضمّه إلى صدره ودعا له بالفتح. وأنّه أعان شيخه يوما في مسألة نحوية في مجلس العلماء بين يدي السلطان الزيّاني فلمّا أتم ابن العباس شرحه المستفيض ضمّه إلى صدره وقال: «يا ولدي فتحت عليّ فتح الله عليك». وأنّه أثنى عليه بحضرة السلطان لما سأل عنه قائلا: «ابن من هذا؟» فأجاب ابن العباس: «هذا ابن ذراعه».
- ابن مرزوق الكفيف (824 هـ 1421 م – 901 هـ 1496 م):[13] وهو ابن الحفيد بن مرزوق شيخ ابن العبّاس، كبير آل ابن مرزوق بوقته ومن أكابر علماء تلمسان.
- ابن مرزوق حفيد الحفيد (توفي بعد سنة 920 هـ 1514 م):[14] وهو ابن أخت الكفيف بن مرزوق السيدة حفصة بنت الحفيد بن مرزوق ويقال له أيضا سبط الحفيد. قال عن ابن العباس: «شيخنا ومفيدنا العالم المطلق الإمام الشهير الكبير السيّد أبو عبد الله بن العباس».[15]
- الحافظ التنسي التلمساني (توفي سنة 899 هـ 1494 م):[16] أبو عبد الله محمد بن عبد الله بن عبد الجليل التنسي التلمساني، الحافظ المشهور. صاحب كتاب «الطراز في شرح ضبط الخراز».
- محمد بن يوسف السنوسي التلمساني (توفي سنة 895 هـ 1490 م):[17] الإمام السنوسي المعروف صاحب العقائد الكبرى والوسطى والصغرى. قال الإمام السنوسي: «و قد كنت أنا يوما أقرأ الجمل للخونجي في مسجد سيدي الطيار على شيخنا سيدي محمد بن العباس فجاء بعض الناس ممن يخدم الشيخ سيدي الحسن فسأله عن مسألة في الجوانح» [18]
- عبد الله بن عبد الواحد الورياجلي الفاسي (توفي سنة 894 هـ 1488 م):[19] انتهت إليه رئاسة العلماء بفاس. قال عنه: «و من شيوخي العالم المحقق أبو عبد الله بن العباس، قرأت عليه جملة صالحة من شرح التسهيل لمؤلفه وبعض جمل الخونجي وجالسته في مهمات من مسائل الفقه فرأيت دخلته مملوءة الجراب» [20]
- أبو العباس أحمد بن يحيى الونشريسي (توفي سنة 914 هـ 1508 م):[21] الفقيه المعروف، كان من أكابر علماء تلمسان، ثم ارتحل إلى فاس وصار من أعلامها وكبار علماءها وقُدّم على الإمام الورياجلي [22] وكان يلقب بحامل لواء المالكية بعصره صاحب كتاب «المعيار المعرب». قال عنه في وفياته: «شيخ المفسّرين والنُحاة، العالم على الإطلاق، شيخ شيوخنا، الشيخ أبو عبد الله بن العباس».[23]
- أبو زكريّا يحيى المغيلي المازوني (توفي سنة 883 هـ 1478 م):[24] قاضي مازونة وتنس ونزيل تلمسان ودفينها. صاحب النوازل المشهورة بكتاب «الدرر المكنونة في نوازل مازونة» قال عن ابن العباس: «شيخنا الإمام الحافظ المتفنّن بقيّة النّاس، أبو عبد الله بن العباس».[20]
- ابن صعد الأنصاري التلمساني (توفي سنة 901 هـ 1496 م):[25] محمد بن أبي الفضل بن سعيد بن صعد الأنصاري التلمساني، صاحب «النجم الثاقب فيما لأولياء الله من مفاخر المناقب» و «روضة النسرين في التعريف بالأشياخ الأربعة المتأخرين». قال في «روضة النسرين»، مشيرا إلى أن شيخه ابن العباس كان من رواة الحديث النبوي:«على ما حدثنا به شيخنا الإمام سيدي محمد بن العباس فيما قرأته عليه وأجازنيه، قال حدثنا شيخنا الإمام سيدي محمد بن مرزوق...» [26]
- عبد الباسط بن خليل بن شاهين المَلْطيّ (844 هـ 1440 م – 920 هـ 1514 م):[27] الرحالة الشهير ولد بملطية شرق الأناضول وانتقل في البلدان ودخل بلاد المغرب. قال عن ابن العباس: «ثم اجتمعت بسيّدنا وشيخنا الإمام العالم العلامة أبي عبد الله محمد بن العباس شيخ تلمسان وعالمها وخطيب جامع العباد، تغمدّه الله برحمته، فوجدته بحراً في العلوم الفنيّة آية في ذلك، فأنس بي ثم سمعت خطبته التي شنف بها الأسماع وموعظته التي بها الانتفاع، وترددت إليه بعد ذلك وحضرت كثيرا من دروسه الحافلة في كثير من الفنون العلمية واستفدت الجم من فوائده في مدة ستة شهور وكان أجل علماء تلمسان في عصره ذلك وله من السن نحو الثمانين سنة أو جاوزها مع تمتّعه بحواسّه وسلامة بدنه.» [1]
- يحيى بن يدير التدلسي (توفي سنة 877 هـ 1472 م):[28] أبو زكريا يحيى بن يدير بن عتيق التدلسي ثم التواتي. ولد بـدلس وتعلم بتلمسان وولي القضاء بإقليم توات وتوفي بقسنطينة.[29] من تلاميذه محمد بن عبد الكريم المغيلي التلمساني.

## مكانته العلميّة
كان محمد بن العباس من أعلام تلمسان الظاهرين وقد آلت إليه الرئاسة بها بعد وفاة شيخه الإمام قاسم العقباني. قال التنبكتي: «و بالجملة فهو من أكابر علماء تلمسان وأكبر أئمة وقته بها»  ويشهد على ذلك أيضا ما وصفه به تلاميذه ومعاصروه ومن من ترجم له من بعده إذ وصف ب: «الإمام» وهو لقب عادة ما يصاحب ذكره، «العلّامة»، «المحقق»، «النظّار»، «المُتفنّن»، «الحُجّة»، «العالم المطلق»، «شيخ المفسرين والنحاة، العالم على الإطلاق»، «مُفتي تلمسان»، «شيخ تلمسان وعالمها»، «شيخ الشيوخ بوقته».

و كان إماما وخطيبا بجامع العباد وكان يلقي به دروسه  وكان يدرس بجامع أبي إسحاق الطيار أسفل العباد  وبتلمسان.

و كان ابن العباس ذا شخصيّة قويّة، واثقا من نفسه، مُعتدا بعلمه. وذكر ذلك محقق كتابه « تحقيق المقال وتسهيل المنال في شرح لامية الأفعال» بما نصّه: «شخصيّة ابن العباس من خلال شرحه للاميّة الأفعال، ومن خلال ما كتب عنه طلّابه الأعلام العلماء، شخصيّة قويّة، تبرز في أكثر صفحات شرحه ل» اللّاميّة«من خلال التعليقات التي علق بها على ابن مالك، وعلى غيره من أمثال أبي حيان الأندلسي، ومكي، وجماعة من الأعلام الأفذاذ، منهم من ذكره بالاسم، ومنهم من اكتفى بالتعريض به وانتقاده بكيفيّة حازمة وقويّة، دالّة على أنه واحد من العلماء الأعلام المعتدين بعلمهم، والواثقين من صحّة أقوالهم، وقوة حفظهم، وسداد آرائهم، وتنوّع ثقافتهم، وعمق معارفهم».

و قد تولى ابن العباس خُطة الإفتاء بتلمسان  أي أنه تولى منصب المفتي من قبل السلطان الزيّاني. ونقل الونشريسي في كتابه «المعيار المعرب» بعض فتاوي شيخه ابن العباس.

```
وعاصر ابن العباس السلطانين الزيّانيين 
أبو العباس أحمد المعتصم
 بن أبي حمو الثّاني المشهور بالعاقل (1431م-1461م) وخليفته 
أبو عبد الله محمد المتوكل
 بن أبي زيّان (1461م-1468م). وعرف الأوّل بحبه وتشجيعه للعلماء وكان يُشبه بأبيه السلطان 
أبي حمو الثّاني
 
[
34
]
 وعرف الثاني بتوقيره للعلماء وذكر عبد الباسط بن خليل أنه رآه يقبل يد الشيخ أحمد بن الحسن الغماري.
[
35
]
 وكان الإمام ابن العباس ذا كلمة عند السلطان مثلما تقدّم في طلبه لإيواء ابن زكري في مدرسة العباد (المدرسة الخلدونية) وكان أيضا مُقدما في مجلس العلماء بين يدي السلطان يفتتح الدروس والشروح وكان بعض الفقهاء يحسده على ذلك كما ذكر ابن مريم. وكان السلطان يسأله عن طلبة العلم والعلماء الصاعدين كابن زكري.
[
12
]
```

## مصنفاته
- تحقيق المقال وتسهيل المنال في شرح لاميّة الأفعال.
- شرح جمل الخونجي.
- تنزيه الأنبياء عن فرية الإلقاء.
- الإنصاف في ما في لفظ أبي هريرة من الانصراف

## أسرته
- ابنه أبو عبد الله محمد بن محمد بن العباس (توفي بعد 920 هـ 1514 م) [9] يعرف بأبي عبد الله بن العباس وابن العباس الابن وابن العباس الصغير. عمر كأبيه وعاش خمسين سنة بعد وفاة أبيه الإمام ابن العباس.
- حفيده أو حفيد ابنه محمد بن العباس بن محمد بن محمد بن العباس (توفي 1011 هـ 1603 م) [37] يعرف بان العباس الصغير. توفي بعد مائة وأربعين عاما من وفاة الإمام ابن العباس وقرابة تسعين عاما من وفاة ابن العباس الصغير وهذا يرجح أنه حفيد الابن.

## وفاته
توفي رحمه الله بالطاعون الذي عم تلمسان في الثامن من ذي الحجة سنة 871ه‍ الموافق للحادي عشر من يوليو سنة 1467م وعمره فوق الثمانين سنة  ودفن بالعُبّاد.